# M3 (brzostrelka)
M3 je bila ameriška 0,45 - kaliberska brzostrelka narejena za ameriško vojsko 12. decembra 1942. M3 je bila cenejša kot brzostrelka Thompson in proizvodnja je bila lažja, čeprav je bilo veliko manj natančna v nasprotju s splošnim prepričanjem. M3 je po navadi naveden kar " Grease Gun " zaradi svoje vizualne podobnosti orodja na mehanizmu.
Služijo kot nadomestilo za 0,45 - kalibersko brzostrelko Thompson, M3 in njegov izboljšan naslednik, M3A1 je začel zamenjati Thompsona v prvi liniji obratovanja konca leta 1944 in v začetku leta 1945. Zaradi zamud z vprašanji glede proizvodnje in povzročanja odobrenih sprememb specifikacije. M3 / M3A1 je bilo  relativno malo uporabljenih v boju proti silam osi v drugi svetovni vojni.